# (7334) Sciurus
(7334) Sciurus (1988 QV) – planetoida z pasa głównego asteroid okrążająca Słońce w ciągu 3,75 lat w średniej odległości 2,41 j.a. Odkryta 17 sierpnia 1988 roku.